# اشلی جانسون (بازیکن واترپلو)
اشلی جانسون (انگلیسی: Ashleigh Johnson؛ زادهٔ ۱۲ سپتامبر ۱۹۹۴) بازیکن واترپلو اهل ایالات متحده آمریکا است.
وی در مسابقات کشوری و بین‌المللی در مجموع برندهٔ ۴ مدال طلا شده‌است.